# Gewehrmanufaktur Olbernhau

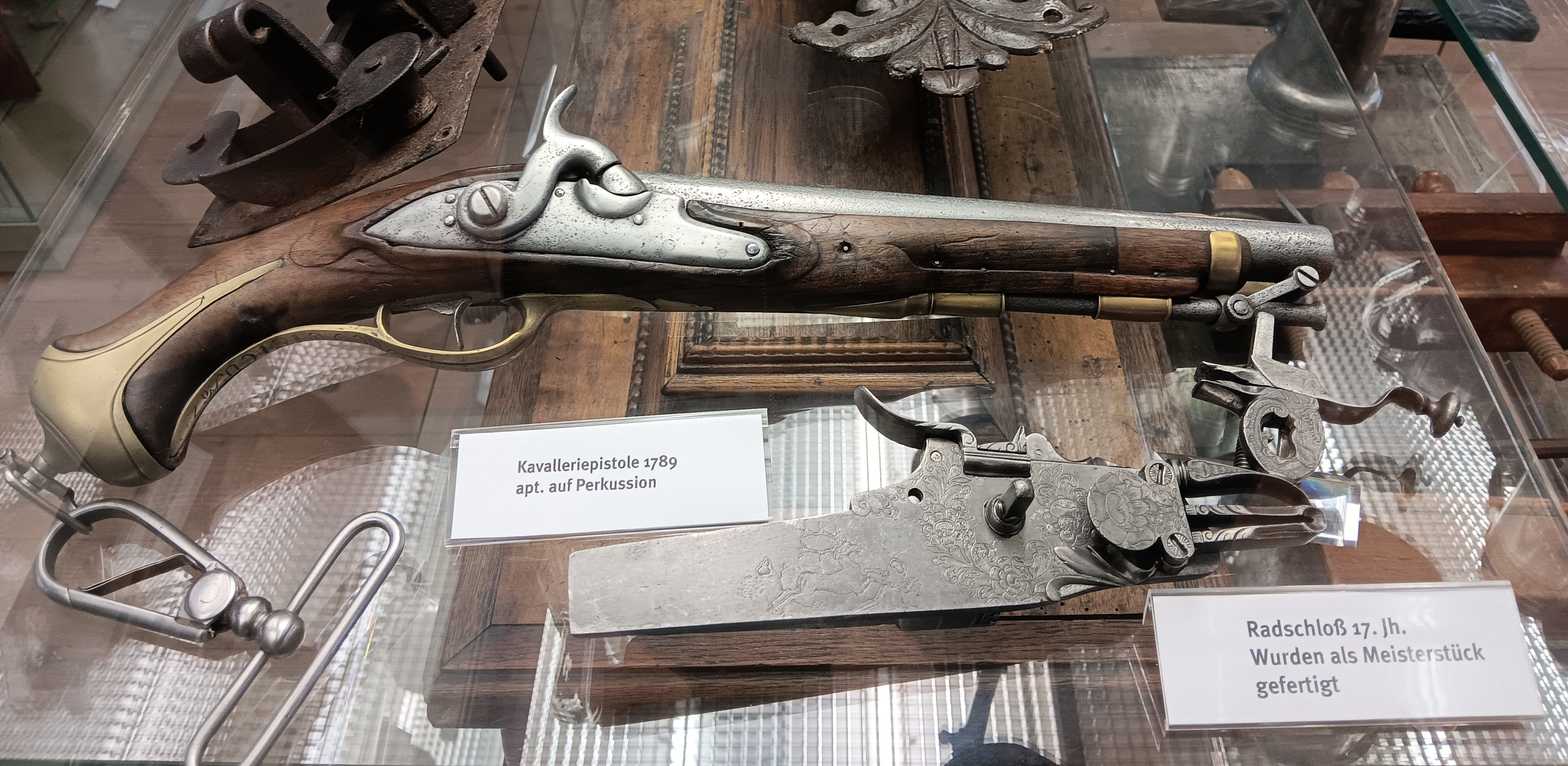
Eine Karabinerpistole aus Olbernhauer Produktion und ein als Meisterstück angefertigtes Radschloss aus dem 17. Jahrhundert.

Die Gewehrmanufaktur Olbernhau war einer der ältesten Rüstungshersteller in Deutschland. Das Unternehmen entstand in der zweiten Hälfte des 17. Jahrhunderts in Olbernhau im Umfeld der Montanregion Erzgebirge/Krušnohoří. Nach einem kurfürstlichen Befehl zur Gründung der Manufaktur und zweier Innungen für die Büchsen- und Schaftmacher vom 20. Dezember 1703 entwickelte sich der Ort im 18. Jahrhundert zu einem der wichtigsten Rüstungsstandorte im Kurfürstentum Sachsen. Hergestellt wurden vor allem Infanteriegewehre und Bajonette, Karabiner für Kavallerietruppen sowie Pistolen. Die Auswirkungen militärischer Konflikte, die Konkurrenz zum zeitweise ebenfalls zu Kursachsen gehörenden Rüstungsstandort Suhl sowie fehlende technologische Innovationen führten zum Niedergang des Industriezweiges im 19. Jahrhundert. Trotz Umstellung vom veralteten Verlagssystem der Manufaktur zur Fabrikproduktion mit staatlichen Hilfen ging das Werk 1857 in Konkurs und wurde versteigert.

## Die Anfänge im 17. Jahrhundert
Die Anfänge einer Hütten- und Metallindustrie um Olbernhau reichen bis ins 16. Jahrhundert zurück. Bereits 1537 errichtete Hans Leonhardt bei Grünthal eine Saigerhütte. 1626 erwarb der Faktor dieser Saigerhütte, August Rothe, für eine jährliche Pacht von 40 Gulden eine Konzession für den Bau und Betrieb eines Eisenwerkes zur Herstellung von Weiß- und Schwarzblechen im heutigen Ortsteil Rothenthal. Mitte des Jahrhunderts wurde das Werk in einen Stabhammer umgewandelt. Verhüttet wurden zunächst Eisenerze aus der unmittelbaren Umgebung. Insbesondere die Gruben Weißer und Roter Löwe nahe dem Heidersdorfer Ortsteil Eisenzeche werden in einem Urteil vor dem Freiberger Berggericht als Zulieferer der Olbernhauer Eisenindustrie genannt. Ferner wurden Erzlager in den Tälern des Bärenbaches, der Rungstock und Natzschung abgebaut. Allerdings war die Ausbeute so gering, dass später auswärtige Erze aus Kühnheide, Schmalzgrube, Schmiedeberg, Johanngeorgenstadt verhüttet wurden. Das Werk überstand die für Olbernhau belegten Verwüstungen des Dreißigjährigen Kriegs. Nach dem Tod des Eigners August Rothe im Jahr 1652 litt es unter dessen Nachfolger und Schwiegersohn unter anhaltenden wirtschaftlichen Schwierigkeiten.
1681 erhielt der letzte Lehnsrichter Olbernhaus, Johann Georg Oehmichen, von Kurfürst Johann Georg III. eine Konzession für die Errichtung einer Rohrschmiede zur Herstellung von Büchsen und Flinten. Als drei Jahre später die sächsischen Regimenter von der siegreichen Schlacht am Kahleberg heimkehrten, wurde auf kurfürstlichen Befehl hin die Ausrüstung der Armee modernisiert. Die Umstellung der veralteten Luntschlösser an den Waffen auf moderne Steinschlösser erfolgte daraufhin größtenteils in Olbernhau. Allerdings überstieg der Bedarf die Kapazitäten und Fähigkeiten der Olbernhauer Büchsenmacher. Carl Gottlob von Leubnitz, der 1697 als Amtshauptmann von Lauterstein das Lehngut Olbernhau übernommen hatte, förderte den Ausbau des Gewerbes. Er erwirkte die Umwandlung des Besitzes in ein Rittergut. Damit entfielen für die Bevölkerung einige Hand- und Spanndienste. Als Abgesandter wurde Johann Wolff Wagner in das Zentrum der thüringischen Waffenproduktion von Suhl geschickt, um Fachkräfte abzuwerben. Zehn Arbeiter, darunter auch ein Schleifer aus Solingen, siedelten daraufhin nach Olbernhau über. 1702 errichtete Hanns Meyer eine zweite Rohrschmiede am Niederlauf des Bärenbaches.

## Konjunkturen und Krisen im 18. Jahrhundert

### Befehl zur Gründung einer Manufaktur

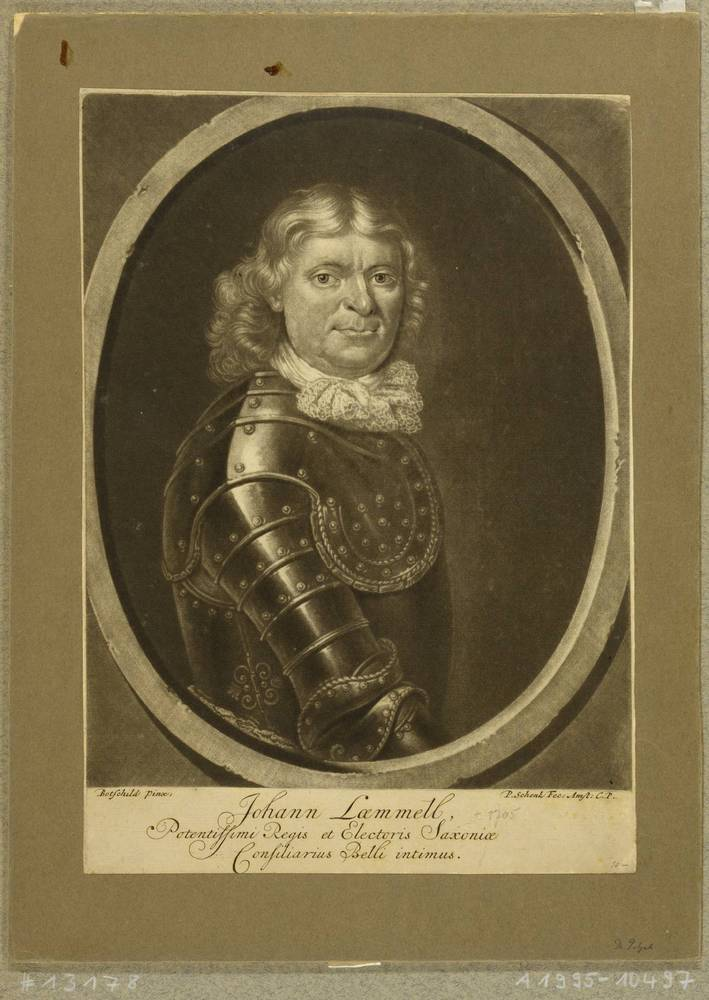
Der sächsische Generalkriegszahlmeister Johann Lämmel war maßgeblich am Aufbau der Olbernhauer Gewehrindustrie beteiligt.

Nach der Wahl August des Starken zum polnischen Monarchen 1697 wurde der zum König aufgestiegene sächsische Kurfürst an mehreren Fronten mit militärischen Auseinandersetzungen konfrontiert. Die Südgrenze Polens wurde bis zum Frieden von Karlowitz 1699 von den Osmanen bedroht. Nur ein Jahr später wurde im Ostseeraum der Nordische Krieg entfesselt, der für den sächsischen Herrscher den zwischenzeitlichen Verlust der polnischen Königskrone mit sich brachte. Der Bedarf an Schusswaffen stieg in dieser Zeit enorm. Um die Produktion zu erhöhen, erließ August der Starke am 20. Dezember 1703 vor seinem Geheimem Kriegsrat nachfolgenden Befehl:

„Friedrich August König und Churfürst.
Wohlgebohrner, Veste, Räthe und Liebe getreue, Demnach Wir zu auffnahme Unserer Lande, auch Beförderung des Commercij, und auffrichtung einer Gewehr-Manufactur, verschiedene Handwerks Leuthe, als Büchfsenmacher, Büchssenschäffter, Schlosser und Tischler aus frembden Territoriis in Unser hiesiges Churfürstenthumb verschrieben, und diesen sämbtl. Leuthen für ihren Auffenthalt und Wohnstadt Olbernhau allergnädigst ausgesehen, Und nun gedachten Leuthen zu ihrer Völligen Auffnahme und etablissement gerne geholffen wissen wollen, Unser Geh. Kr. Rath und Genl. Kriegs Zahl Meister Lämmel auch, als welchen, Beneben Unserm per force Jäger Ziegler, Wir über obberührte manufactur die Inspection zu Besserer Beförderung des Wercks aufgetragen, ein und anders erforderliche ohne seine allerunterthänigste Massgebung an die Hand gegeben, welches wir Unserer Landes Regierung zur ueberlegung communicieret, Alfs ist unser gnädigstes Begehren, Ihr wollet zu auffnahme des Wercks alles mögliche Beytragen, auch denen in der Beylage Specificierten Handwercks Leuthen dem Beschehenen Vorschlage gemäss auf abschlag ihrer praetensionen etwas an Gelde abtragen, mithin sowohl die vorhandenen partisanen, bajonets und Degen in Unser Zeughaufs liefern lassen, als auch die bemelten Handwercksleute, dafs sie sich nach gedachtem Olbernhau niedersetzen, anfrischen. Daran pp. Dressden am 20. Decemb. 1703. (gez.) O. H. FrH. von Friesen.“

Der mit der Gründung einer Gewehrmanufaktur in Olbernhau beauftragte Generalkriegszahlmeister Johann Lämmel hatte bereits Erfahrung in der Produktion von und dem Handel mit Waffen. Lämmel hatte selbst an den Türkenkriegen teilgenommen und auch maßgeblich zur Wahl August des Starken zum polnischen König beigetragen. Ihm gelang es, 50 auswärtige Rohrschmiede und Büchsenmacher in Olbernhau anzusiedeln und damit den Grundstein für eine Massenproduktion zu legen. Da zum Betrieb der Werke dringend Wasserkraft benötigt wurde, die Flöha als Hauptstrom jedoch der staatlichen Flößerei vorbehalten blieb, wurden Hammer und Rohrschmiede mit Bohrwerk im Seitental der Rungstock angelegt.

### Die Innungsordnung
An der Herstellung von Gewehren in Olbernhau wirkten mehrere Handwerke mit. Schlosser stellten die Mechanik her, Tischler und Schaftmacher besorgten die Holzteile der Waffen, Büchsenmachern oblag die Produktion der Läufe sowie die Montage und Verzierung der Gewehre. Zunächst wurden die Büchsen im Verlagssystem hergestellt, sodass sich die Produktion der Einzelteile auf mehrere Betriebe verteilte. Zur Organisation der Arbeit und der Ausbildung sowie zur Qualitäts- und Finanzkontrolle wurden die Tischler und Schaftmacher einerseits und die Büchsenmacher und Schlosser andererseits jeweils in einer eigenen Innung zusammengefasst. Am 25. Januar 1704 wurden die Innungen von landesherrlicher Seite bestätigt.
Die Innungsartikel legten in beiden Fällen fest, dass ein Lehrling vor der Aufnahme durch den Meister zwei Bürgen zu stellen und eine zweiwöchige Probezeit zu bestehen hatte. Die Ausbildung dauerte drei Jahre mit einer anschließenden ebenso langen Wanderzeit. Nach weiteren zwei Jahren im Stand eines Gesellen konnte die Meisterprüfung abgelegt werden. Dazu hatten die Büchsenmacher drei Meisterstücke anzufertigen. Die Schlosser mussten zwei Stücke vorlegen, während die Tischler einen fein gearbeiteten Kleiderschrank für den Meistergrad zu zimmern hatten.
Kam ein auswärtiger Meister nach Olbernhau, so musste er sich zwei Jahre bewähren, bevor sein auswärtig erworbener Meistertitel anerkannt wurde. Zog ein einheimischer Meister fort, so erlosch nach einem Jahr sein Meistergrad. Aus den Reihen der Innungsmeister wurden alle vier Jahre zwei Älteste und zwei Beisitzer als Vertreter gewählt. Ihnen oblag die Kontrolle der Handwerke sowie der Finanzen samt der Innungskasse.

### Erste Großaufträge

Die Leibgarde des sächsischen Herrschers wurde 1714 mit Karabinern aus Olbernhauer Produktion ausgerüstet.

Der Zuzug auswärtiger Arbeiter sowie der Ausbau der Werke steigerte die Leistungskapazität der Olbernhauer Gewehrmanufaktur erheblich. Schon 1703 rechnete Generalkriegszahlmeister Johann Lämmel mit 200 Büchsen, die künftig pro Woche hergestellt werden könnten. Im selben Jahr erhielten die Olbernhauer Büchsenmacher den ersten Großauftrag über 2000 Gewehre samt Bajonetten für die sächsische Armee. Gezahlt wurden 4 Taler 10 Groschen je Waffe. 1705 wurden abermals 3000 Flinten mit Bajonetten nachgeordert. Als im selben Jahr ein neues Kavalleriekorps aufgestellt wurde, kamen zur Bestellung nochmals 272 Karabiner und ebenso viele Pistolenpaare hinzu. Einen ersten Höhepunkt erreichte die Olbernhauer Gewehrproduktion 1708, als der sächsische Generalfeldmarschall August Christoph von Wackerbarth 12.000 Flinten bestellen ließ.
Bereits der Gründungsbefehl vom 20. Dezember 1703 besagte, dass in Olbernhau Partisanen, Degen und andere Blankwaffen hergestellt wurden. Versuche, diese Waffen auch für die sächsische Armee herzustellen, schlugen jedoch fehl. 1708 wurden je ein Degen, Wolfsmesser und Säbel als Probestücke nach Dresden geschickt. Allerdings bemängelte das Zeughaus die niedrige Qualität der Proben. Die Produktion in Olbernhau konzentrierte sich in den folgenden Jahren daher auf Schusswaffen.
1714 wurden in Olbernhau 700 Karabiner und ebenso viele Pistolenpaare für die Leibgarde, die Garde du Corps, bestellt. Wenig später im selben Jahr wurde die Bestellung um 220 Karabiner samt Stiletts und ebenso viele Pistolenpaaren für die Chevaliergarde erhöht. Während die Kosten für die Karabiner und Pistolen der Garde du Corps sich auf 5950 Taler beliefen, wurden für die Ausrüstung der Chevalier-Garde 2640 Taler gezahlt. Die Auslieferung der Waffen zog sich über vier Jahre hin. Ein Bericht des Geheimen Kriegsrates Johann Bretschneider aus dem Jahre 1716 über die Olbernhauer Gewehrindustrie bemängelte eine zu geringe Auftragslage und beginnende Abwanderung der Büchsenmeister. Um diesem Prozess entgegenzuwirken, wurden noch im selben Jahr erneut 6000 Gewehre für die sächsische Armee bestellt.

### Konkurrenz zur Suhler Gewehrindustrie
Als 1718 die wettinische Nebenlinie im Herzogtum Sachsen-Zeitz ausstarb, fiel mit einem Teil der Herrschaft Henneberg auch die Stadt Suhl samt ihrer umfangreichen Gewehrindustrie an das Kurfürstentum Sachsen zurück. Der sächsische Herrscher verfügte nun über zwei bedeutende Zentren der Waffenproduktion. Allerdings war der Standort in Suhl sowohl in technologischer Hinsicht wie auch in der Leistungskapazität der Olbernhauer Gewehrmanufaktur überlegen. In Olbernhau wurde auf die entstehende Konkurrenzsituation reagiert, indem 1722 mehrere Beschränkungen der Innungsordnung abgemildert wurden. Fortan mussten die Büchsenmacher lediglich zwei Pistolen und einen Karabiner als Meisterstück vorlegen. Für auswärtige Meister wurde das zweite Bewährungsjahr durch eine einmalige Zahlung von 8 Talern in die Innungskasse ersetzt.
Dennoch verschärfte sich die Situation der Olbernhauer Büchsenmacher, da öffentliche Bestellungen in der Folgezeit ausblieben und private Aufträge nur in geringer Anzahl eingingen. Meist beschränkte sich die Arbeit auf Reparaturen. Der Versuch, neue Absatzmärkte in Polen oder Ungarn zu erschließen, blieb erfolglos. In der Folge mussten einige Olbernhauer Büchsenmacher ihre Gesellen entlassen. Andere Meister fassten die Absicht, nach Potsdam in die 1722 von Friedrich Wilhelm I. gegründete Königliche Preußische Gewehrfabrique zu wechseln. Rittergutsbesitzer Carl Gottlob Leubnitz gab diesem Ansinnen jedoch nicht statt und unterdrückte so die Abwanderung.

### Zweite Blütezeit
Erst 1728 gingen neue Großbestellungen für die sächsische Armee über 36.000 Taler in Olbernhau ein. Geordert wurden je 4500 Karabiner und Pistolen sowie 2250 Bajonette für die Ausrüstung von vier Dragonerregimentern. Als im Folgejahr nochmals 2200 Karabiner mit Bajonetten und ebenso viel Pistolenpaare nachbestellt wurden, wurde die Kapazitätsgrenze der Olbernhauer Gewehrindustrie überschritten. Ein Teil des Auftrages im Umfang von 1000 Karabinern und ebenso vielen Pistolenpaaren wurde daraufhin in Lüttich eingekauft. Zwar beschäftigte dieser Auftrag die Olbernhauer Büchsenmeister für mehrere Jahre, allerdings blieben weitere Großbestellungen bis zum Tode Carl Gottlob Leubnitz im Jahr 1741 aus.
1740 wurde das sächsische Kurfürstentum in den Österreichischen Erbfolgekrieg verwickelt. Der sächsisch-polnische Herrscher August III. erhob aus dem Recht seiner Frau Maria Josepha, der Tochter des österreichischen Herrschers und deutschen Kaisers Joseph I., Ansprüche auf den Thron der Habsburgermonarchie und das römisch-deutsche Kaisertum. Die militärischen Auseinandersetzungen waren mit einer deutlichen Aufrüstung verbunden. Als 1741 acht weitere Infanterieregimenter aufgestellt wurden, wurden im Folgejahr in Olbernhau zunächst die Pistolen für die Unteroffiziere der Einheit des Grafen Johann Franz von Bellegarde bestellt. Im Verlaufe des Krieges gingen regelmäßig neue Aufträge ein. Für die Olbernhauer Büchsenmacher verhandelte nach dem Tod des Amtsmannes Carl Gottlob Leubnitz der Innungsmeister Georg Jung. Jedoch gab es erneut Schwierigkeiten, gleichzeitig die Bestellungen abzuarbeiten und die besonders in Kriegszeiten enorme Menge an Reparaturen zu bewältigen. Um die Produktion aufrechtzuerhalten, wurden die 19 ansässigen Büchsenmachermeister sowie die insgesamt 22 Gesellen, Schlosser und Schaftmacher vom Kriegsdienst befreit.
| Datum der Bestellung | Bestellte Waffen      | Anzahl der Waffen | Gezahlter Preis                   | Beschaffungsart |
| -------------------- | --------------------- | ----------------- | --------------------------------- | --------------- |
| 19. März 1742        | Pistolen              | 360               | 690 Taler                         | Neuanschaffung  |
| 20. März 1742        | Gewehre               | 1600              | 4826 Taler, 16 Groschen           | Reparatur       |
| 1742                 | Gewehre               | 150               | 468 Taler, 18 Groschen            | Neuanschaffung  |
| 1743                 | Gewehre mit Bajonette | 724               | 3620 Taler                        | Neuanschaffung  |
| 1744                 | Gewehre mit Bajonette | 824               | 4120 Taler                        | Neuanschaffung  |
| 1744                 | Pistolen              | 102               | 204 Taler                         | Neuanschaffung  |
| 1745                 | Gewehre               | 1498              | Erst 1747 bezahlt                 | Neuanschaffung  |
| 1745                 | Pistolen              | 162               | Erst 1747 bezahlt                 | Neuanschaffung  |
| 1746                 | Gewehre               | 500               | Erst 1747 bezahlt                 | Neuanschaffung  |
| 1747                 | Gewehre               | 500               |                                   | Neuanschaffung  |
| 1747                 | Pistolen              | 200               | Gesamtpreis 1745–1747: 6929 Taler | Neuanschaffung  |

### Folgen des Siebenjährigen Kriegs
Trotz konstanter Auftragslage während der Schlesischen Kriege waren dessen Folgen auch für die Olbernhauer Büchsenmacher spürbar. Ab 1745 wurden die Bestellungen nicht mehr sofort bezahlt. Als 1747 ein Vergleich erfolgte, wurde die Hälfte der ausstehenden Summe in verpachteten Akzisenscheinen beglichen. Gleichzeitig wurde die sächsische Armee von 32.000 auf 17.000 Soldaten reduziert und somit auch der Bedarf an Ausrüstung gesenkt. 1752 verlor Olbernhau seinen Status als Amtssitz an Zöblitz. Für Kursachsen brachte die Teilnahme am Siebenjährigen Krieg 1756 bereits im ersten Jahr die Kapitulation nach der Belagerung bei Pirna und einen großen Verlust an Mensch und Material.
Noch während des Krieges wurde 1762 eine Restaurierungskommission unter der Leitung des Freiherren Thomas von Fritsch berufen, die den Wiederaufbau im Kurfürstentum planen sollte. Zu deren ersten Aufgabenbereichen zählte die Reorganisation der sächsischen Armee. Allerdings vergab die Kommission per Beschluss vom 23. Oktober 1763 alle Rüstungsaufträge an die Suhler Gewehrindustrie. Für die kommenden zehn Jahre gingen keine staatlichen Aufträge in Olbernhau ein, sodass sich ein Großteil der zu diesem Zeitpunkt 20 ansässigen Meister von Reparaturen und dem Ackerbau ernährten. Verschärft wurde die Lage durch eine allgemeine Teuerung in den Jahren der europäischen Hungersnot 1771 bis 1773.

### Wiederbelebung und dritte Blütezeit

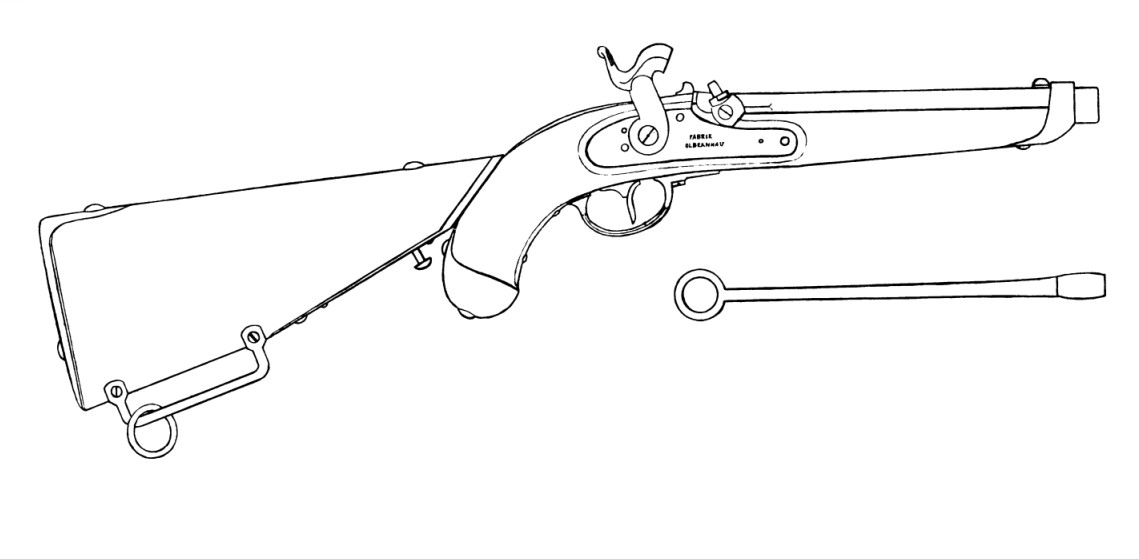
Skizze eines in Olbernhau für die sächsische Armee hergestellten Karabiners.

Erst am 18. August 1773 wurden in Olbernhau erneut von staatlicher Seite 200 Flinten samt Bajonette bestellt. Hinzu kam die Überarbeitung von 200 veralteten Infanterieflinten zum Gesamtpreis von 1900 Talern. Den Kontrakt hatte der Kabinettsminister Johann Adolf von Loß mit den Büchsenmachermeistern Salomon Friedrich Jung und Christian Friedrich Klaffenbach ausgehandelt. Graf von Loß war nach dem Tode seiner ersten Frau Caroline Tugendreich 1766, der Enkelin von Carl Gottlob Leubnitz, in den Besitz des Olbernhauer Rittergutes gekommen und bemühte sich seither um eine Wiederbelebung der Gewehrmanufaktur. Zusätzlich setzte er mit Johann Friedrich Heyde einen Faktor ein, der die Arbeit der Büchsenmacher vor Ort sowie die Einhaltung der Innungsordnung und der Liefertermine zu überwachen hatte. Unter Johann Friedrich Heyde gelang ein Aufschwung der Manufaktur. Sein Aufstand aus dem Jahr 1773 zählte zwei Meister in den Rohrschmieden mit einem Gesellen, 14 Büchsenmachermeister mit drei Lehrjungen, fünf Schlossermeister mit je zwei Gesellen und Lehrjungen und sechs Schäftmeister mit zwei Gesellen. In der Folgezeit wurden wieder regelmäßig Waffen in Olbernhau bestellt.
Trotz der konstanten Auftragslage kam es auch in dieser Zeit zu Schwierigkeiten. Im Kontrakt des Jahres 1782 war eine zehnjährige Lieferzeit vereinbart worden. Jedoch wurde bei der letzten Charge von 203 Gewehren festgestellt, dass 43 unbrauchbare Läufe besaßen, 32 mit gebrochenen Ladestücken geliefert wurden und in zehn Fällen die Lederscheide für das Bajonett unsachgemäß gearbeitet war. Die bemängelten Waffen mussten auf Kosten der Hersteller zurückgenommen und umgearbeitet werden. In der Folge sollten größere Aufträge der sächsischen Armee für die Olbernhauer Büchsenmacher ausbleiben.
| Datum der Bestellung | Bestellte Waffen       | Anzahl der Waffen | Gezahlter Preis            | Beschaffungsart |
| -------------------- | ---------------------- | ----------------- | -------------------------- | --------------- |
| 15. Februar 1777     | Gewehre mit Bajonette  | 311               | 1192 Taler und 16 Groschen | Reparatur       |
| 9. Oktober 1778      | Gewehre mit Zubehör    | 1000              | 6250 Taler                 | Neuanschaffung  |
| 21. Januar 1779      | Karabiner              | 2250              | nicht überliefert          | Neuanschaffung  |
| 21. Januar 1779      | Pistolen               | 4500              | nicht überliefert          | Neuanschaffung  |
| 1782                 | Gewehre mit Bajonette  | 1000              | 6250 Taler                 | Neuanschaffung  |
| 1782                 | Gewehre                | 812               | 5075 Taler                 | Neuanschaffung  |
| 3. Februar 1785      | Gewehre                | 300               | 1875 Taler                 | Neuanschaffung  |
| 1787                 | Karabiner              | 600               | 3150 Taler                 | Neuanschaffung  |
| 1787                 | Pistolen               | 1396              | 3897 Taler und 16 Groschen | Neuanschaffung  |
| 1792                 | Karabiner              | 500               | 2750 Taler                 | Neuanschaffung  |
| 1792                 | Pistolen               | 1096              | 3335 Taler und 16 Groschen | Neuanschaffung  |
| 1792                 | Karabiner und Pistolen | unbekannt         | 6083 Taler und 16 Groschen | Neubeschaffung  |

## Niedergang im 19. Jahrhundert

### Auswirkungen der Napoleonischen Kriege
In der Schlacht von Jena und Auerstedt während des Vierten Koalitionskriegs gegen das Französische Kaiserreich befand sich Kursachsen im Bund mit Preußen erneut auf der Verliererseite. Zwar erfuhr Friedrich August I. im Anschluss eine Titelaufwertung zum König, musste jedoch dem französisch kontrollierten Rheinbund beitreten. Damit unterlag er der Pflicht zur Waffenhilfe sowie der Einhaltung und Durchsetzung der im selben Jahr von Napoleon I. verordneten Kontinentalsperre. In den folgenden sechs Jahren lag die Waffenproduktion in Olbernhau still. Erst Ende 1812, zum Auftakt der Befreiungskriege, wurde wieder damit begonnen, 1000 sächsische Gewehre zu reparieren. Diese Waffen wurden beim Durchzug der antinapoleonischen Allianz von einem preußischen Offizier konfisziert. Das Rittergut samt der Anlagen verpachtete Graf Loß im selben Jahr an Johann Friedrich Schmalz. Anfang 1814 wurden die Büchsenmacher verpflichtet, 1000 Gewehre der russischen Armee zu überholen. Ausgeführt wurden diese Arbeiten jedoch nicht in Olbernhau, sondern in Dresden. Dorthin waren die erzgebirgischen Büchsenmacher, ebenso wie ihre Kollegen aus Suhl, berufen worden. Erst Ende 1815 konnten die insgesamt 23 Arbeiter aus Olbernhau wieder heimkehren. In den Folgejahren gingen regelmäßig kleinere Bestellungen ein.
Das Königreich Sachsen stand am Ende der Befreiungskriege erneut auf der Verliererseite. Die Ergebnisse des Wiener Kongresses zur Neuordnung Europas brachten deutliche Verluste an Gebieten und Bevölkerung. Unter den Territorien, die Sachsen an Preußen abzutreten hatte, befand sich auch die ehemalige Herrschaft Henneberg und damit die Rüstungsindustrie von Suhl. Olbernhau blieb somit nach 1815 zunächst der einzige größere Rüstungsstandort im Königreich Sachsen.
| Datum der Bestellung | Bestellte Waffen                 | Anzahl der Waffen | Gezahlter Preis                             | Beschaffungsart |
| -------------------- | -------------------------------- | ----------------- | ------------------------------------------- | --------------- |
| 1815                 | Leichte Kavalleriepistolen       | 116               | 348 Taler                                   | Neuanschaffung  |
| 1815                 | Lanzenbeschläge für Ulanen       | 60                | 100 Taler                                   | Neuanschaffung  |
| 20. Mai 1816         | Karabiner mit Ladestöcken        | 25                |                                             | Neuanschaffung  |
| 20. Mai 1816         | Pistolen für Ulanen und Hussaren | 716               |                                             | Neuanschaffung  |
| 20. Mai 1816         | Pistolen für Kürassiere          | 55                | Gesamtpreis 1816: 4095 Taler und 6 Groschen | Neuanschaffung  |
| 1817                 | Gewehre                          | 300               | nicht überliefert                           | Reparatur       |
| 1818                 | Gewehre                          | 532               | nicht überliefert                           | Reparatur       |
| 1819                 | Karabiner                        | 27                |                                             | Neuanschaffung  |
| 1819                 | Kavalierpistolen                 | 309               | Gesamtpreis 1819: 1223 Taler und 3 Groschen | Neuanschaffung  |

### Einführung der Fabrikproduktion
Im Gegensatz zu Preußen wurde im Königreich Sachsen zunächst keine Gewerbefreiheit eingeführt, wodurch der Zunft- und Innungszwang auch nach dem Ende der Napoleonischen Kriege Bestand hatte. Dennoch gab es in Olbernhau Bestrebungen, das veraltete System zu modernisieren. In einem Schreiben des Dresdener Zeughaushauptmanns Ignatz Boudet vom 27. Januar 1818 an den Amtshauptmann des Erzgebirgischen Kreises, Gustav Heinrich von Biedermann, wurde die Zusammenfassung der einzelnen Meisterbetriebe in einer zentralisierten Fabrik angeregt. Darüber hinaus wurden auch die zwischen Bärenstein und Stahlberg ansässigen Büchsenmacher mit dem Olbernhauer Werk vereinigt. Per Dekret erhielten die Arbeiter am 29. Oktober 1819 das Privileg einer Befreiung vom Militärdienst. Dem Werk wurden ermäßigte Preise beim Holzeinkauf, eine vierjährige Befreiung von Abgaben sowie das Recht, die hergestellten Waffen nach Gutdünken zu verkaufen, zugestanden. Für die Errichtung neuer Werke in Olbernhau erhielt Johann Friedrich Schmalz ein vierjähriges Darlehen über 2000 Taler. Im Gegenzug wurden dem Staat die Anlagen als Sicherheit verpfändet.
1826 übernahm der aus Herzberg bei Hannover stammende Gewehrfabrikant Carl Phillip Krause die Olbernhauer Produktionsstätten. Am 26. September desselben Jahres erwirkte er ein weitreichendes Privileg. Mit einem Vorschuss von 15.000 Talern sollte ein Stahlwerk errichtet und die Waffenproduktion auf weitere Gattungen ausgedehnt werden. Um die Investition zu amortisieren, sollte von jeder weiteren Lieferung 12,5 Prozent des Preises abgezogen werden. Im Gegenzug wurde für die kommenden zwölf Jahre ein Bestellvolumen über 124.000 Taler in Aussicht gestellt.
Unmittelbar nach dem Antritt von Carl Phillip Krause kam es in Olbernhau jedoch zum Zerwürfnis mit dem Rittergutbesitzer Graf Johann Adolf Loß junior über Grundstückskäufe und Wassernutzungsrechte für das neue Werk. Ein Jahr später überwarf sich Krause auch mit der Büchsenmacherinnung, als er zwei Meister aus seiner Fabrik in Herzberg in die Olbernhauer Innung einführen wollte, ohne dass sie das gebotene Bewährungsjahr absolviert hatten. Der Streitfall wurde juristisch durch mehrere Instanzen getragen und schließlich zu Gunsten Krauses entschieden. Die Innungsmeister erkannten das Urteil nicht an, und Krause musste wegen des anhaltenden Drucks Olbernhau verlassen. Noch im Jahr 1839 strengte er eine bis 1869 laufende Schadensersatzklage gegen den Fiskus und das Hauptzeughaus in Dresden an, um Entschädigung für seine erlittenen Verluste zu erlangen. Andererseits wurde Carl Phillip Krause von böhmischen Holzhändlern wegen ausstehender Zahlungen verklagt. Im Jahr 1827 fiel das Olbernhauer Rittergut an Oberjägermeister Graf Wilhelm Bogislaw Graf von Kleist, den Schwiegersohn des Johann Adolf Loß junior. Nach Olbernhau wurden von staatlicher Seite in den folgenden 20 Jahren keine Großbestellungen mehr vergeben. 1847 wurde eine in Auftrag gegebene Lieferung zum Austausch der Schlösser an den Gewehren der Gardedivision wegen Qualitätsmängeln komplett zurückgeschickt.

### Staatliche Unterstützung, Konkurs und Liquidation
1848 wurde ein letzter Versuch unternommen, mit staatlichen Mitteln die Olbernhauer Gewehrindustrie zu modernisieren. Grundlage bildete ein auf zwei Prozent verzinstes Darlehen über 4000 Taler. Von dieser Summe sollten eine Rohrschmiede, eine Schwertfegerei sowie je ein modernes Bohr-, Dreh-, Schleif- und Polierwerk errichtet werden. Ferner wurde das Oberbergamt Freiberg angewiesen, den Großhammer in Grünthal zur Verfügung zu stellen. Da geschultes Personal fehlte, scheiterte die Unternehmung. 1852 wurde letztmals eine Großbestellung über 500 Dorngewehre für die sächsische Armee in Olbernhau abgearbeitet. Ein weiterer Versuch im folgenden Jahr, die Produktion ganz in die Leitung der privaten Unternehmer Gottlieb Richter und Feodor Meister zu geben, scheiterte ebenfalls. 1854 sandte Obermeister August Friedrich Seyfert den letzten Probekarabiner an das Dresdener Zeughaus.
Da bis 1857 keine Bestellungen mehr kamen, ging die Olbernhauer Gewehrindustrie in Konkurs. Zunächst wurde der Großhammer in Grünthal an die Freiberger Bergverwaltung zurückgegeben. Das Inventar der übrigen Anlagen wurde am 29. Oktober 1857 versteigert und erbrachte 127 Taler und 20 Groschen. Davon konnte nur ein kleiner Teil der Gläubiger bezahlt werden. Das 1848 gewährte Darlehen musste der Fiskus abschreiben.

## Nachwirkungen im 20. Jahrhundert

### Gründig in Dresden

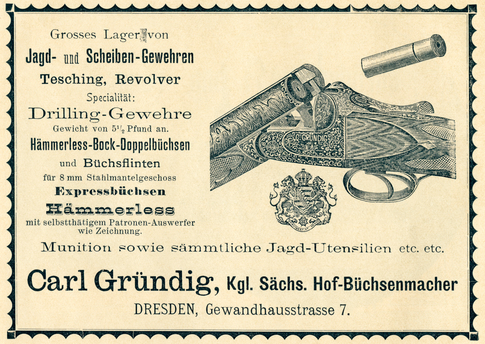
Anzeige von Carl Gründig, „Kgl. Sächs. Hof-Büchsenmacher“

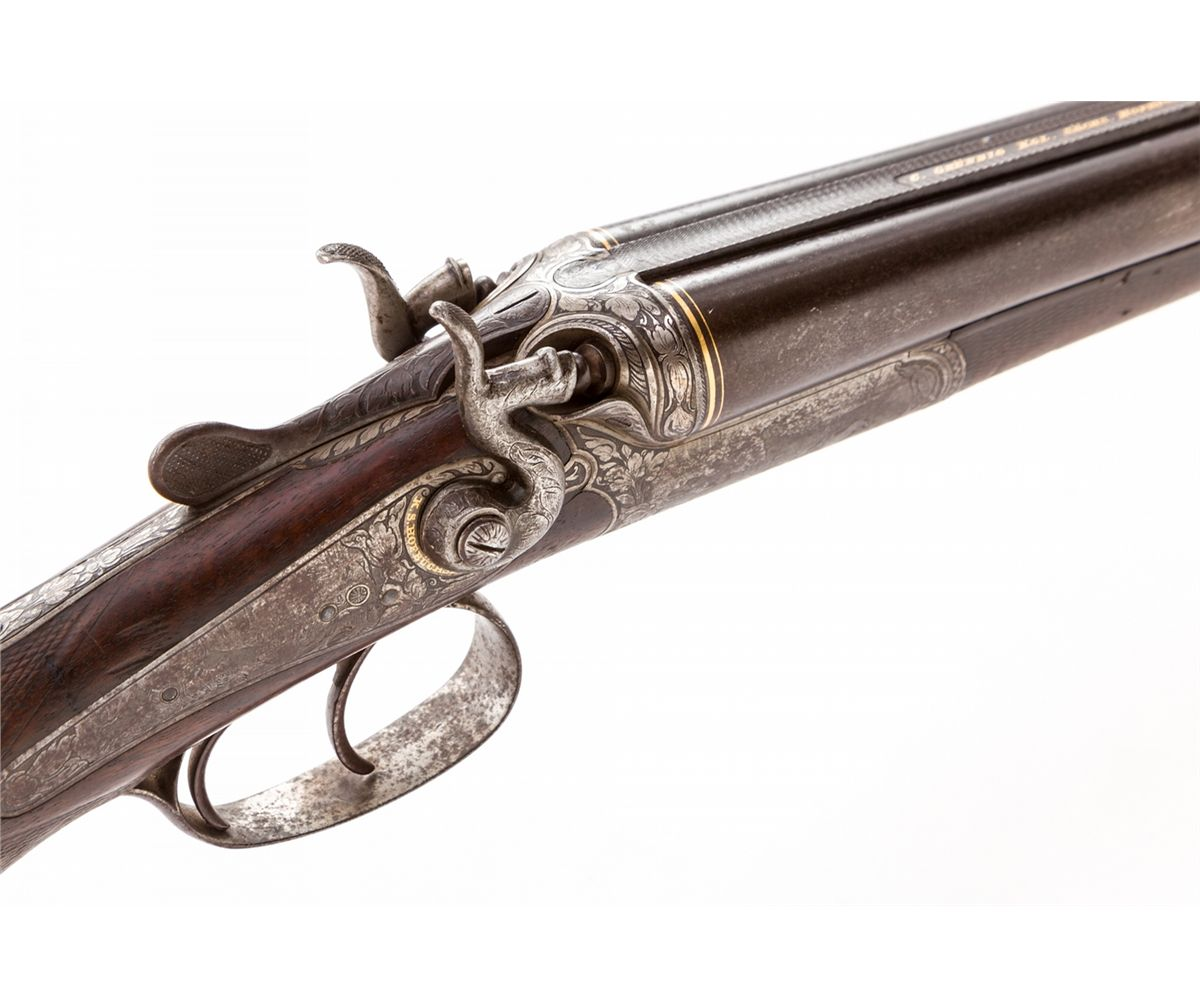
Ein Jagdgewehr des Dresdner Herstellers Carl Gründig. Sein Vater, Johann Gottlob Gründig, war Büchsenmeister in Olbernhau

Mit der Liquidation des Werkes und der Versteigerung des Inventars endete die rund 200-jährige Geschichte der Olbernhauer Gewehrindustrie. Zahlreiche Arbeiter der ehemaligen Fabrik wurden nach der Abwicklung von den Sächsischen Kupfer- und Messingwerken F. A. Lange übernommen. Mit Carl Josef Gottlob Gründig starb 1911 im Alter von 90 Jahren der letzte Olbernhauer Büchsenmeister. Allerdings konnte ein Zweig dieser Familie das Gewerbe andernorts weiterführen. Carl Gründig wechselte bereits 1847 als Militärbüchsenmacher nach Dresden. 1876 nahm er seinen Abschied und eröffnete ein Unternehmen für den Vertrieb von Jagdwaffen in der sächsischen Hauptstadt. Nach dem Tod Carl Gründigs führten seine Söhne Max und Hugo Gründig das Unternehmen fort.
Spätestens ab 1904 wurde das Unternehmen als offizieller Hoflieferant des sächsischen Königshauses geführt. Seit 1915 vertrat Gründig zudem die Waffenhersteller J. P. Sauer & Sohn und Mauser. Daneben hielt das Unternehmen mehrere Patente für spezielle Patronen und eine Umstellvorrichtung für den Abzug von mehrläufigen Gewehren. Während der Bombardierung Dresdens im Zweiten Weltkrieg am 13. Februar 1945 wurden die Betriebsgebäude völlig zerstört.

### Produktion von Spielzeuggewehren in Olbernhau
Auch in Olbernhau entfaltete die Gewehrindustrie eine Nachwirkung. Die zweite, 1703 am Niederlauf des Bärenbaches errichtete Rohrschmiede wurde bereits 1851 vom Rohrschmiedemeister Carl August Hermann an seinen Schwiegersohn Carl Daniel Fürchtegott Seifert verkauft und zur Maschinenfabrik umgerüstet. Das Werk produzierte Maschinen für die industrielle Holzbearbeitung und Spielzeugherstellung. Es beschäftigte 1900 rund 130 Arbeiter.
1863 begann Adalbert Kempe mit der Herstellung von Kindergewehren aus Holz in Olbernhau. 1877 gründete Hermann Fleischer, Sohn des Büchsenmachermeisters Wilhelm Fleischer, ebenfalls eine Kindergewehrfabrik in Olbernhau. Beide Unternehmen fusionierten 1888. Auch Adalbert Kempe entwickelte seine Produkte weiter und erhielt noch im selben Jahr das Patent auf ein „Kinder-Magazingewehr“. Hauptsächlich wurden jedoch Orion-Gewehre, die Pfeile mit Saugknopf verschossen, Luftgewehre, Perkussionsflinten, aber auch Waffenattrappen mit Haubajonetten für den Exerzierunterricht in Schulen hergestellt. Die Produkte fanden guten Absatz und wurden von anderen Unternehmen in das Angebot aufgenommen, darunter Paul Hunger in Olbernhau und die Gebrüder Kaden in Deutschkatharinenberg. Spielzeuggewehre der genannten Unternehmen wurden in den 1930er-Jahren unter anderem nach Brasilien, Belgien, Holland, Schweden, die Schweiz, die USA, Rumänien, Luxemburg, die Tschechoslowakei und Schottland exportiert. Mit dem Zweiten Weltkrieg, der Umstellung auf Kriegsproduktion und der anschließenden Enteignung der Unternehmen endete die Herstellung von Spielzeuggewehren in Olbernhau und Umgebung.

## Sammlung
Das Schloss Pfaffroda im gleichnamigen Olbernhauer Ortsteil beherbergte eine große Anzahl frühneuzeitlicher Schusswaffen. Darunter waren auch zahlreiche Exponate aus der regionalen Produktion. Die Sammlung gilt seit Ende des Zweiten Weltkrieges als verschollen.

## Belege
1. ↑  Hann-Heinz Kasper: Von der Saigerhütte zum Kupferhammer Grünthal 1537–1873. Aus der 450-jährigen Geschichte eines metallurgischen Betriebes in Olbernhau-Grünthal. Hrsg.: Saigerhüttenverein Olbernhau-Grünthal e. V. 2. Auflage. Selbstverlag, Olbernhau 2020, S. 12–15.
2. ↑  Ottokar Pinder: Geschichte der Kirchfahrt Olbernhau. 1. Band. Verlag Fiedler, Olbernhau 1889, S. 20–21.
3. ↑  Christoph Herttwig: Neues und vollkommenes Berg-Buch. Neues und vollkommenes Berg-Buch: bestehend in sehr vielen und raren Berg-Händeln und Bergwercks-Gebräuchen, Absonderlich aber über 200. vorhin noch nicht edirten und ans Licht gegebenen Berg-Urtheln und Abschieden, Mit grossem Fleiß und Mühe, dergestalt colligiret und abgefasset, daß bey nahe keine eintzige Materia in Berg-, Schmeltz- und Hammerwercks-Sachen, vorfallen mag, So nicht unter einer gewissen Rubric, der Nothdurfft nach, abgehandelt, und mit allegirung gelehrter und bewährter Männer Schrifften, wie nicht weniger darzu gehörigen Kayserlichen, Königlichen, Chur- und Fürstlichen Berg-Ordnungen, So wohl was deren Concordanz als auch Discrepanz betrifft, entschieden, und auf die leichteste manier zu finden wäre. Verlag Zimmermann, Dresden und Leipzig 1710, S. 190–191.
4. ↑  August Schumann: Vollständiges Staats-, Post-, und Zeitungslexikon von Sachsen enthaltend eine richtige und ausführliche geographische, topographische und historische Darstellung aller Städte, Flecken, Dörfer, Schlösser, Höfe, Gebirge, Wälder, Seen, Flüsse ect. Band 7. Verlag Gebrüder Schumann, Zwickau 1820, S. 798.
5. ↑  Alfons Diener zu Schönberg: Die Geschichte der Olbernhauer Gewehrindustrie. Ein Beitrag zur Wirtschaftsgeschichte des sächsischen Erzgebirge. Verlag Heinrich John, Halle 1914, S. 24.
6. 1 2  Alfons Diener zu Schönfeld: Die Geschichte der Olbernhauer Gewehrindustrie. Ein Beitrag zur Wirtschaftsgeschichte des sächsischen Erzgebirge. Verlag Heinrich John, Halle 1914, S. 25.
7. 1 2  Rolf Morgenstern: Chronik von Olbernhau zur 750-Jahrfeier. Selbstverlag, Olbernhau 2010, S. 165.
8. ↑  Alexander Querengässer: Das kursächsische Militär im Großen Nordischen krieg 1700-1717. In: Stig Förster, Bernhard R. kroener, Bernd Wegner und Michael Wegner (Hrsg.): Krieg in der Geschichte. Band 107. Verlag Ferdinand Schöningh, Paderborn 2019, ISBN 978-3-506-78871-9, S. 156–176.
9. ↑  Sächsisches Staatsarchiv, 10026 Geheimes Kabinett, Archivaliensignatur Loc. 01431/01
10. ↑  Sächsisches Staatsarchiv: 10026 Geheimes Kabinett, Archivaliensignatur Loc. 01431/01.
11. ↑  Hans-Dietrich Lemmel: Johann Lämmel (1644–1705) – sächsischer Generalkriegszahlmeister. In: Familienforschung in Mitteldeutschland. Jahrgang 1998, Heft 1, S. 196.
12. 1 2 3  Alfons Diener von Schönberg: Geschichte der Olbernhauer Gewehrindustrie. Beiträge zur Wirtschaftsgeschichte des sächsischen Erzgebirges. Verlag Heinrich John, Halle 1914, S. 36–39.
13. 1 2 3 4  Alfons Diener von Schönberg: Geschichte der Olbernhauer Gewehrindustrie. Beiträge zur Wirtschaftsgeschichte des sächsischen Erzgebirges. Verlag Heinrich John, Halle 1914, S. 40.
14. ↑  Sächsisches Staatsarchiv: 1269 Hauptzeughaus, Nr. Loc. 14598/10.
15. 1 2  Moritz Thierbach: Die Handfeuerwaffen der sächsischen Armee, Teil II. In: Zeitschrift für historische Waffenkunde. Band 3, Heft 5, 1903, S. 127.
16. ↑  Sächsisches Staatsarchiv: 11269 Hauptzeughaus, Nr. Loc. 14567/11.
17. 1 2  Alfons Diener zu Schönberg: Die Geschichte der Olbernhauer Gewehrindustrie. Ein Beitrag zur Wirtschaftsgeschichte des sächsischen Erzgebirge. Verlag Heinrich John, Halle 1914, S. 41.
18. ↑  Heinrich Anschütz: Die Gewehr-Fabrik in Suhl im Hennerbergschen. Verlag Arnold, Dresden 1811, S. 24–26.
19. ↑  Reinhold Müller: Die Armee Augusts des Starken – Das Sächsische Heer von 1730 bis 1733. Militärverlag der Deutschen Demokratischen Republik, Berlin 1984, S. 13.
20. ↑  Alexander Querengässer: Das kursächsische Militär im Großen Nordischen krieg 1700-1717. In: Stig Förster, Bernhard R. Kroener, Bernd Wegner und Michael Wegner (Hrsg.): Krieg in der Geschichte. Nr. 107. Verlag Ferdinand Schöningh, Paderborn 2019, ISBN 978-3-506-78871-9, S. 86–95.
21. ↑  Alfons Diener von Schönberg: Geschichte der Olbernhauer Gewehrindustrie. Beiträge zur Wirtschaftsgeschichte des sächsischen Erzgebirges. Verlag Heinrich John, Halle 1914, S. 42.
22. 1 2  Alfons Diener von Schönberg: Geschichte der Olbernhauer Gewehrindustrie. Beiträge zur Wirtschaftsgeschichte des sächsischen Erzgebirges. Verlag Heinrich John, Halle 1914, S. 43.
23. ↑  Friedrich Lenz und Otto Unholtz: Die Geschichte des Bankhauses Gebrüder Schickler, Festschrift zum 200-jährigen Bestehen. Verlag G. Reimer, Berlin 1912, S. 352.
24. ↑  Alfons Diener zu Schönfeld: Die Geschichte der Olbernhauer Gewehrindustrie. Ein Beitrag zur Wirtschaftsgeschichte des sächsischen Erzgebirge. Verlag Heinrich John, Halle 1914, S. 43.
25. ↑  Österreichischer Erbfolge-Krieg 1740-1748. In: Kriegsgeschichtliche Abteilung des K. und k. Kriegsarchivs (Hrsg.): Kriege unter der Regierung der Kaiserin-Königin Maria Theresia. Neuauflage Auflage. 1. Band. MV-History, Wien 2021, ISBN 978-3-7536-3253-7, S. 14–80.
26. ↑  Alfons Diener zu Schönfeld: Die Geschichte der Olbernhauer Gewehrindustrie. Ein Beitrag zur Wirtschaftsgeschichte des sächsischen Erzgebirge. Verlag Heinrich John, Halle 1914, S. 46.
27. ↑  Alfons Diener zu Schönfeld: Die Geschichte der Olbernhauer Gewehrindustrie. Ein Beitrag zur Wirtschaftsgeschichte des sächsischen Erzgebirge. Verlag Heinrich John, Halle 1914, S. 47.
28. ↑  Sächsisches Staatsarchiv: 11269 Hauptzeughaus, Nr. Loc. 14567/16.
29. 1 2  Alfons Diener zu Schönfeld: Die Geschichte der Olbernhauer Gewehrindustrie. Ein Beitrag zur Wirtschaftsgeschichte des sächsischen Erzgebirge. Verlag Heinrich John, Halle 1914, S. 47–51.
30. ↑  Sächsisches Staatsarchiv: 1269 Hauptzeughaus, Nr. Loc. 14567/16.
31. ↑  Rolf Morgenstern: Chronik von Olbernhau zur 750-Jahrfeier. Eigenverlag, Olbernhau 2010, S. 156.
32. ↑  Marcus von Salisch: Treue Deserteure. Das kursächsische Militär und der Siebenjährige Krieg. In: Militärgeschichtliche Studien. Band 41. Wissenschaftsverlag Oldenbourg, München 2009, ISBN 978-3-486-58805-7, S. 271–286.
33. ↑  Karl-Heinz Blaschke: Sachsen zwischen den Reformen 1763 bis 1818. In: Uwe Schirmer (Hrsg.): Sachsen 1763 bis 1832 . Zwischen Rétablissement und bürgerlichen Reformen. Sax-Verlag, Beucha 1996, ISBN 3-930076-23-3, S. 9–23.
34. ↑  Moritz Thierbach: Die Handfeuerwaffen der sächsischen Armee. In: Zeitschrift für historische Waffenkunde, Teil II. 3. Band, Heft 5, 1903, S. 131–132.
35. ↑  Sächsisches Staatsarchiv: 11269 Hauptzeughaus, Nr. Loc. 14566/04.
36. 1 2 3 4  Alfons Diener von Schönberg: Geschichte der Olbernhauer Gewehrindustrie. Beiträge zur Wirtschaftsgeschichte des sächsischen Erzgebirges. Verlag Heinrich John, Halle 1914, S. 56–62.
37. ↑  Sächsisches Staatsarchiv: 11237 Geheimes Kriegsratskollegium, Nr. 2614.
38. ↑  Sächsisches Staatsarchiv: 11269 Hauptzeughaus, Nr. Loc. 14567/05.
39. ↑  Sächsisches Staatsarchiv: 10078 Landes-Ökonomie-, Manufaktur- und Kommerziendeputation, Nr. 1312.
40. 1 2 3  Alfons Diener von Schönberg: Geschichte der Olbernhauer Gewehrindustrie. Beiträge zur Wirtschaftsgeschichte des sächsischen Erzgebirges. Verlag Heinrich John, Halle 1914, S. 66–67.
41. ↑  Sächsisches Staatsarchiv: 10025 Geheimes Konsilium, Nr. Loc. 05445/14.
42. ↑  Alfons Diener von Schönberg: Geschichte der Olbernhauer Gewehrindustrie. Beiträge zur Wirtschaftsgeschichte des sächsischen Erzgebirges. Verlag Heinrich John, Halle 1914, S. 71.
43. ↑  Alfons Diener zu Schönfeld: Die Geschichte der Olbernhauer Gewehrindustrie. Ein Beitrag zur Wirtschaftsgeschichte des sächsischen Erzgebirge. Verlag Heinrich John, Halle 1914, S. 72.
44. ↑  Alfons Diener von Schönberg: Geschichte der Olbernhauer Gewehrindustrie. Beiträge zur Wirtschaftsgeschichte des sächsischen Erzgebirges. Verlag Heinrich John, Halle 1914, S. 78.
45. ↑  Alfons Diener von Schönberg: Geschichte der Olbernhauer Gewehrindustrie. Beiträge zur Wirtschaftsgeschichte des sächsischen Erzgebirges. Verlag Heinrich John, Halle 1914, S. 81–86.
46. ↑  Sächsisches Staatsarchiv: 11023 Appellationsgericht Dresden, Nr. 0582.
47. ↑  Sächsisches Staatsarchiv: 11023 Appellationsgericht Dresden, Nr. 0584.
48. ↑  Sächsisches Staatsarchiv: 10079 Landesregierung, Nr. Loc. 31458/51.
49. ↑  Die sächsische "Garde-Divuision" der damaligen Zeit bestand aus einem Stab und zwei Kompanien, hatte also die Stärke etwa eines halben Bataillons, vgl. Max Ritter v. Xylander, Das Heerwesen des Deutschen Bundes, Nachdruck LTR-Verl. 1990. ISBN 3-88706-293-0, S. 490
50. 1 2 3  Alfons Diener von Schönberg: Geschichte der Olbernhauer Gewehrindustrie. Beiträge zur Wirtschaftsgeschichte des sächsischen Erzgebirges. Verlag Heinrich John, Halle 1914, S. 90–91.
51. ↑  Alfons Diener von Schönberg: Geschichte der Olbernhauer Gewehrindustrie. Beiträge zur Wirtschaftsgeschichte des sächsischen Erzgebirges. Verlag Heinrich John, Halle 1914, S. 91–92.
52. ↑  Alfons Diener von Schönberg: Geschichte der Olbernhauer Gewehrindustrie. Beiträge zur Wirtschaftsgeschichte des sächsischen Erzgebirges. Verlag Heinrich John, Halle 1914, S. 92.
53. ↑  Otto Klössel: Adreßbuch der Hoflieferanten im Königreiche Sachsen. Verlag Wilhelm Baensch, Dresden 1904.
54. ↑  Kaiserliches Patentamt (Hrsg.): Patentschrift für eine Umstellvorrichtung für den gemeinschaftlichen Abzug zweier Läufe an Mehrlaufgewehren. Patentnummer: 108122, vorgelegt von der Firma C. Gründig in Dresden. Frankfurt 24. Januar 1899.
55. ↑  Werner Fischer: 100 Jahre Stadt Olbernhau 1902-2002. Eigenverlag, Olbernhau 2001, S. 22.
56. ↑  Kaiserliches Patentamt (Hrsg.): Patentschrift für ein Kinder-Magazingewehr, Patentnummer: 45124, vorgelegt von Adalbert Kempe aus Olbernhau im Erzgebirge. Frankfurt 14. April 1888.
57. ↑  Flinten für Knaben – Die Firma der Gebrüder Kaden, Deutschkatharinenberg. Abgerufen am 26. September 2023.